# Peltophryne fracta
Peltophryne fracta är en groddjursart som först beskrevs av Schwartz 1972.  Peltophryne fracta ingår i släktet Peltophryne och familjen paddor. IUCN kategoriserar arten globalt som starkt hotad. Inga underarter finns listade i Catalogue of Life.